# Tiểu phấn hồng
Tiểu phấn hồng (giản thể: 小粉红; phồn thể: 小粉紅; bính âm: xiǎo fěnhóng), trong tiếng Anh Little Pink hoặc Pinkie, là một thuật ngữ mô tả những người trẻ tuổi ủng hộ phong trào dân tộc hiếu chiến trên Internet  tại Trung Quốc.
Thuật ngữ Tiểu phấn hồng bắt nguồn từ trang web Tấn Giang văn học thành (晋江文学城), khi một nhóm người dùng liên tục chỉ trích mạnh mẽ những người đã đăng các bài đăng có chứa tin tức tiêu cực về Trung Quốc. trên diễn đàn văn học Tấn Giang, nhóm này được gọi là "Nhóm nữ Tấn Giang quan tâm đến đất nước", hay Tiểu phấn hồng, là màu chủ đạo trên trang nhất của trang web.
Tiểu phấn hồng là một nhóm với các thành viên khác với Đảng 50 xu hay Thủy Quân Internet, vì Tiểu phấn hồng hoạt động không có lương. Về nhân khẩu học, theo Zhuang Pinghui của South China Morning Post, 83% thành viên của Tiểu phấn hồng là nữ, với hầu hết nằm trong độ tuổi từ 18 đến 24. Hơn một nửa số thành viên Tiểu phấn hồng đến từ các thành phố cấp ba và cấp bốn ở Trung Quốc.
Nhóm này chủ yếu hoạt động trên các trang mạng xã hội bị cấm tại Trung Quốc như Twitter và Instagram. Nhiều tiểu phấn hồng là sinh viên Trung Quốc du học ở các quốc gia không chặn truy cập vào các trang web đó. Nhóm này được so sánh với Hồng vệ binh của cuộc cách mạng văn hóa.
Trong những ngày đầu tiên của cuộc xâm lược Ukraine năm 2022 của Nga, Tiểu phấn hồng đã thu hút sự chú ý của quốc tế vì vai trò của họ trong việc đóng góp vào tình cảm chủ yếu là ủng hộ chiến tranh, ủng hộ Putin trên Internet Trung Quốc.

## Phản ứng
Tờ báo chính thức của Đảng Cộng sản Trung Quốc là Nhân Dân nhật báo và Thời báo Hoàn Cầu đã dành nhiều lời khen ngợi cho Tiểu phấn hồng, cũng như Đoàn Thanh niên Cộng sản Trung Quốc.
Tháng 10 năm 2021, Tiểu phấn hồng từng bị chỉ trích qua ca khúc châm biếm "Fragile" của ca sĩ Malaysia Namewee và ca sĩ Úc Kimberley Chen. Một bài bình luận trên tờ South China Morning Post của Hong Kong cho rằng Tiểu phấn hồng lẽ ra phải bị bài hát này thúc giục thay vì chỉ tỏ ra giận dữ, từ đó cho thấy sự nguy hiểm của đường hướng chủ nghĩa dân tộc nhiệt thành mà Tiểu phấn hồng theo đuổi. Bài bình luận đã so sánh quan điểm của Tiểu phấn hồng và sự nguy hiểm của nó với cách thức ủng hộ Donald Trump mà những kẻ bạo loạn đã gây ra trong cuộc tấn công vào Điện Capitol Hoa Kỳ năm 2021.